# البديع (نعمان)

تعديل مصدري - تعديل

البديع هي إحدى قرى عزلة البديع بمديرية نعمان التابعة لمحافظة البيضاء، بلغ تعداد سكانها 567 نسمة حسب تعداد اليمن لعام 2004.